# شیرجه در المپیک تابستانی ۱۹۲۸
شیرجه در بازی‌های المپیک تابستانی ۱۹۲۸ نام رویداد ورزش شیرجه در بازی‌های المپیک تابستانی بود که در سال ۱۹۲۸ برگزار شد.

## جدول مدال‌ها
| رتبه  | کشور                | طلا | نقره | برنز | مجموع |
| ۱     | ایالات متحده آمریکا | ۴   | ۳    | ۲    | ۹     |
| ۲     | مصر                 | ۰   | ۱    | ۱    | ۲     |
| ۳     | سوئد                | ۰   | ۰    | ۱    | ۱     |
|       |                     |     |      |      |       |
| مجموع | مجموع               | ۴   | ۴    | ۴    | ۱۲    |

## کشورهای شرکت کننده
- استرالیا (۱) (مردان:۱ زنان:۰)
- اتریش (۲) (مردان:۱ زنان:۱)
- کانادا (۱) (مردان:۱ زنان:۰)
- چکسلواکی (۲) (مردان:۲ زنان:۰)
- دانمارک (۱) (مردان:۰ زنان:۱)
- مصر (۲) (مردان:۲ زنان:۰)
- فنلاند (۲) (مردان:۱ زنان:۱)
- فرانسه (۴) (مردان:۳ زنان:۱)
- آلمان (۹) (مردان:۵ زنان:۴)
- بریتانیای کبیر (۷) (مردان:۴ زنان:۳)
- ایتالیا (۳) (مردان:۳ زنان:۰)
- ژاپن (۱) (مردان:۱ زنان:۰)
- مکزیک (۱) (مردان:۱ زنان:۰)
- هلند (۷) (مردان:۳ زنان:۴)
- سوئد (۸) (مردان:۵ زنان:۳)
- سوئیس (۱) (مردان:۱ زنان:۰)
- ایالات متحده آمریکا (۹) (مردان:۴ زنان:۵)